# Dilodendron
Dilodendron é um género botânico pertencente à família Sapindaceae.

## Espécies
Esta espécie é comumente chamada de Maria-Pobre